# Улица Свердлова (Ялта)
Улица Свердлова — улица в исторической части Ялты. Проходит от улицы Рузвельта до Южнобережного шоссе. Одна из первых улиц города.

## История
Историческое название — Почтовая, в начале XX века — Симферопольская.
Современное название в честь Я. М. Свердлова (1885—1919), видного российского революционера, советского политического и государственного деятеля.

## Известные жители
д. 3 (не сохранился) — художник Ф. А. Васильев
д. 32, к. 11 — архитектор Оскар Вегенер (собственный дом)
д. 36 — архитектор Карл Эшлиман

## Достопримечательность
- д. 3 — Часовня Николая Чудотворца
- д. 32 — корпус № 10 санатория ГП МОУ «Центральный военный санаторий „Ялтинский“ (бывший санаторий ЛенВо)»
- д. 34 литер «Б» — Вилла «Кучук-Уч-Чам» В. И. Сазонова  Объект культурного наследия народов РФ регионального значения. Рег. № 911711022050005 (ЕГРОКН)
- д. 34 литер «Д» — Особняк М. В. Барятинской «Уч-Чам»  Объект культурного наследия народов РФ регионального значения. Рег. № 911711040860005 (ЕГРОКН)
- д. 34е литер «А» — Дворец графов Мордвиновых (архитектор О. Э. Вегенер)  Объект культурного наследия народов РФ регионального значения. Рег. № 911711022030005 (ЕГРОКН)
- д. 43 / пер. Свердлова, 1 литер «В» — Дом бывший жилой Ф. Ф. Мельцера  Объект культурного наследия народов РФ регионального значения. Рег. № 911711022070005 (ЕГРОКН)
- д. 43 / пер. Свердлова, 1 литер «Г» — Особняк Ф. Ф. Мельцера  Объект культурного наследия народов РФ регионального значения. Рег. № 911711022080005 (ЕГРОКН)

## Галерея

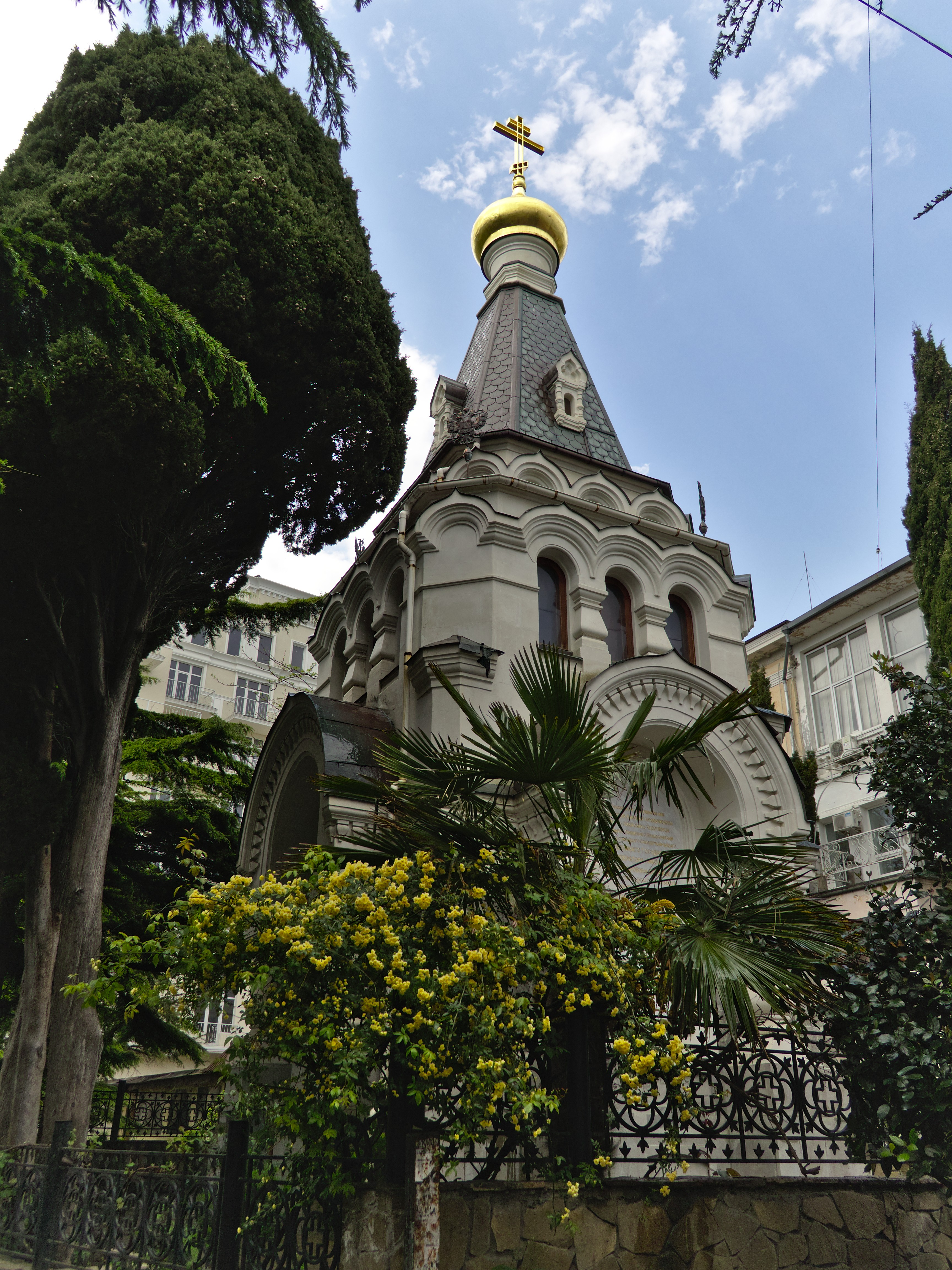
Часовня Святого Николая
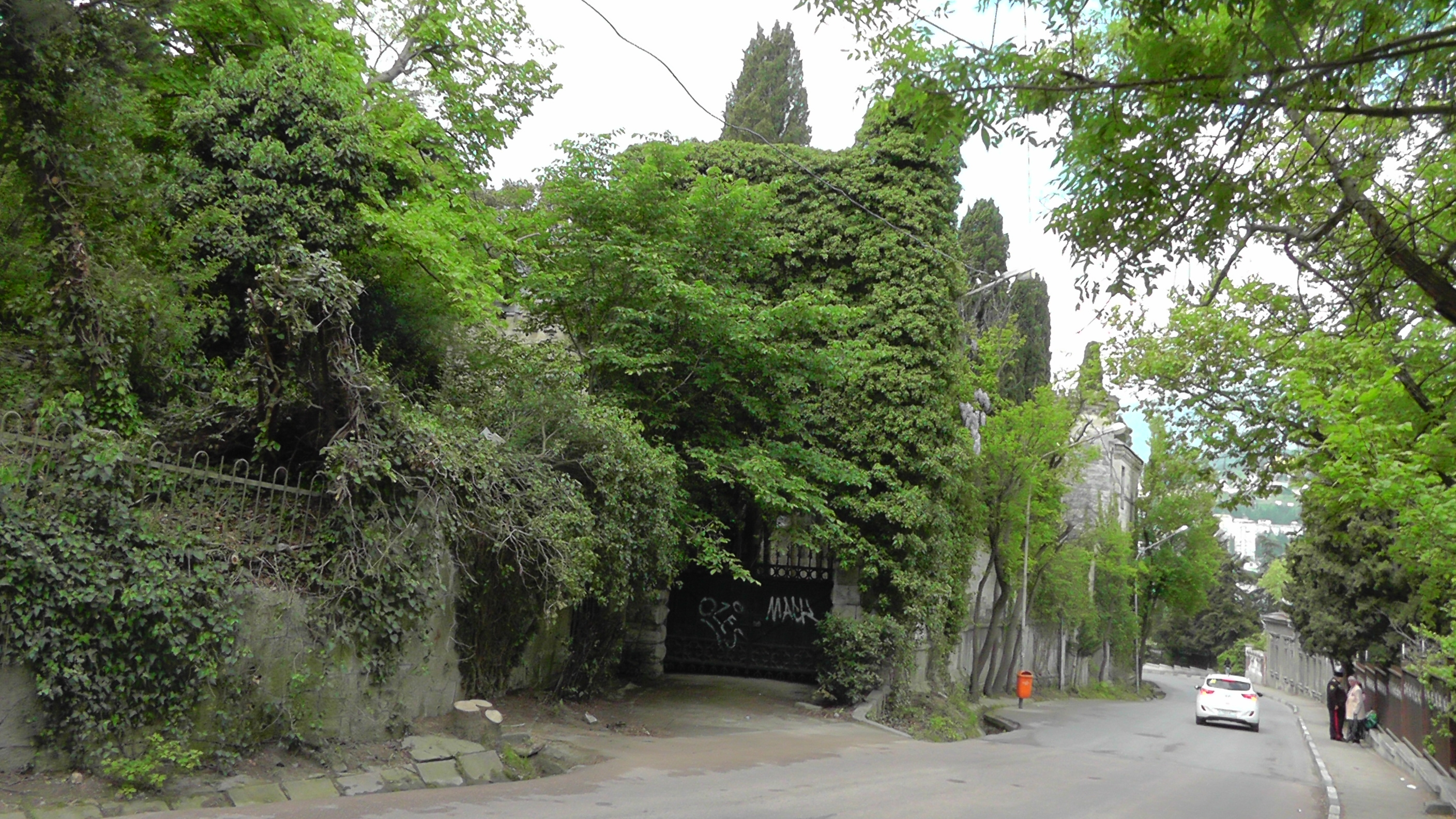
Улица Свердлова у дома особняка Г.Е. Овчинникова
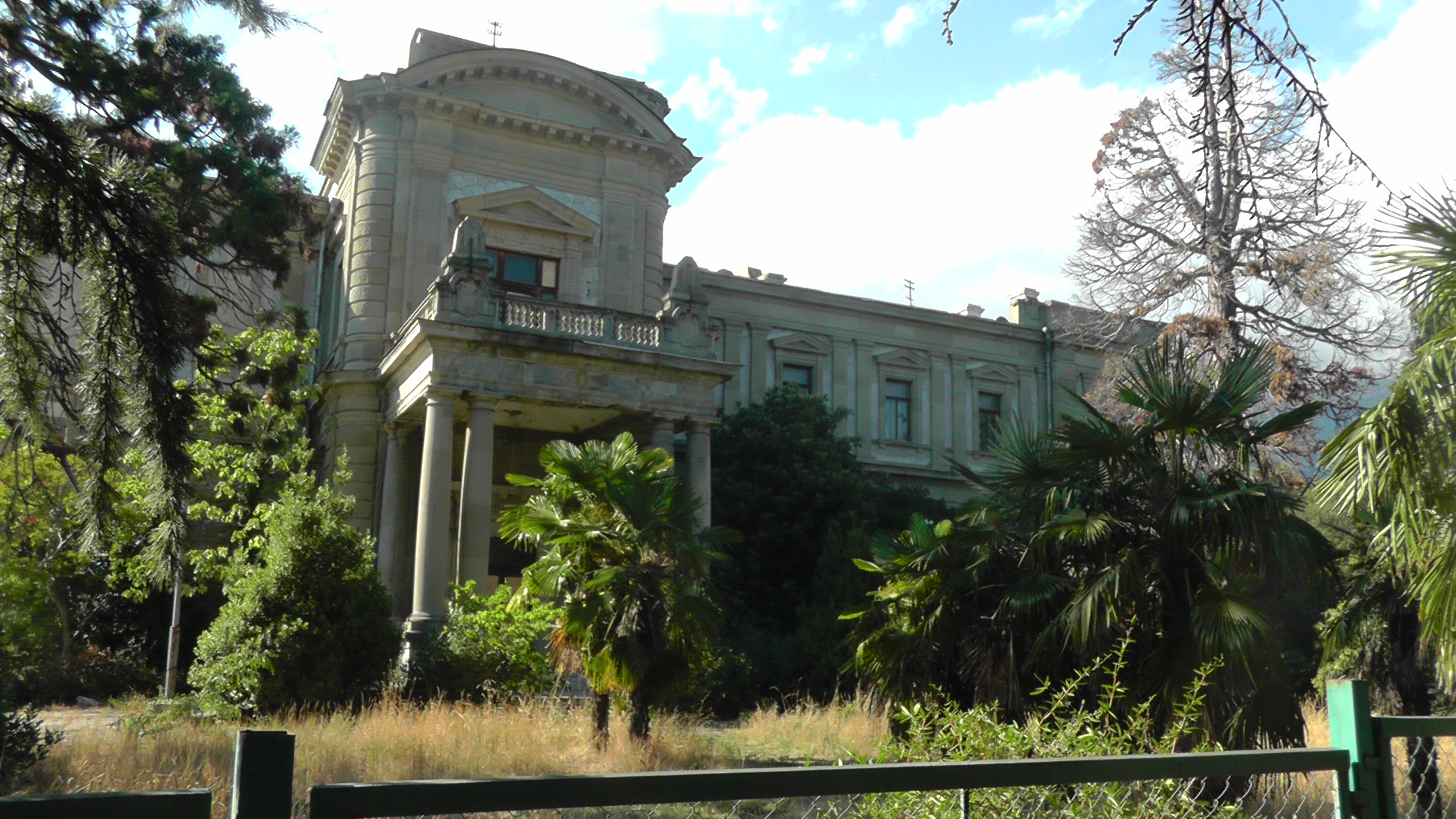
д. 34е литер «А» — дом Мордвиновых
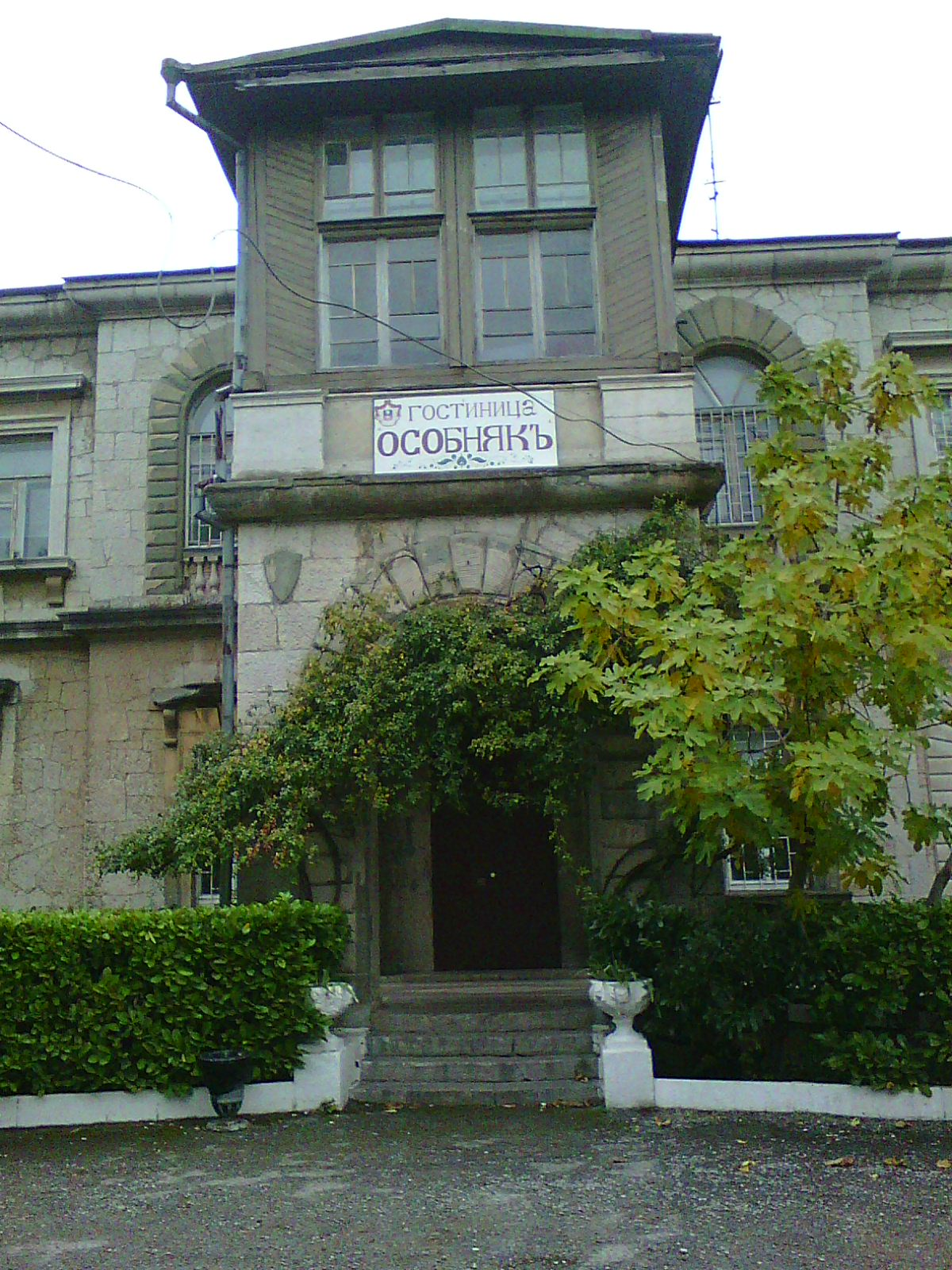
д. 34 литер «Д» — дом М. В. Барятинской
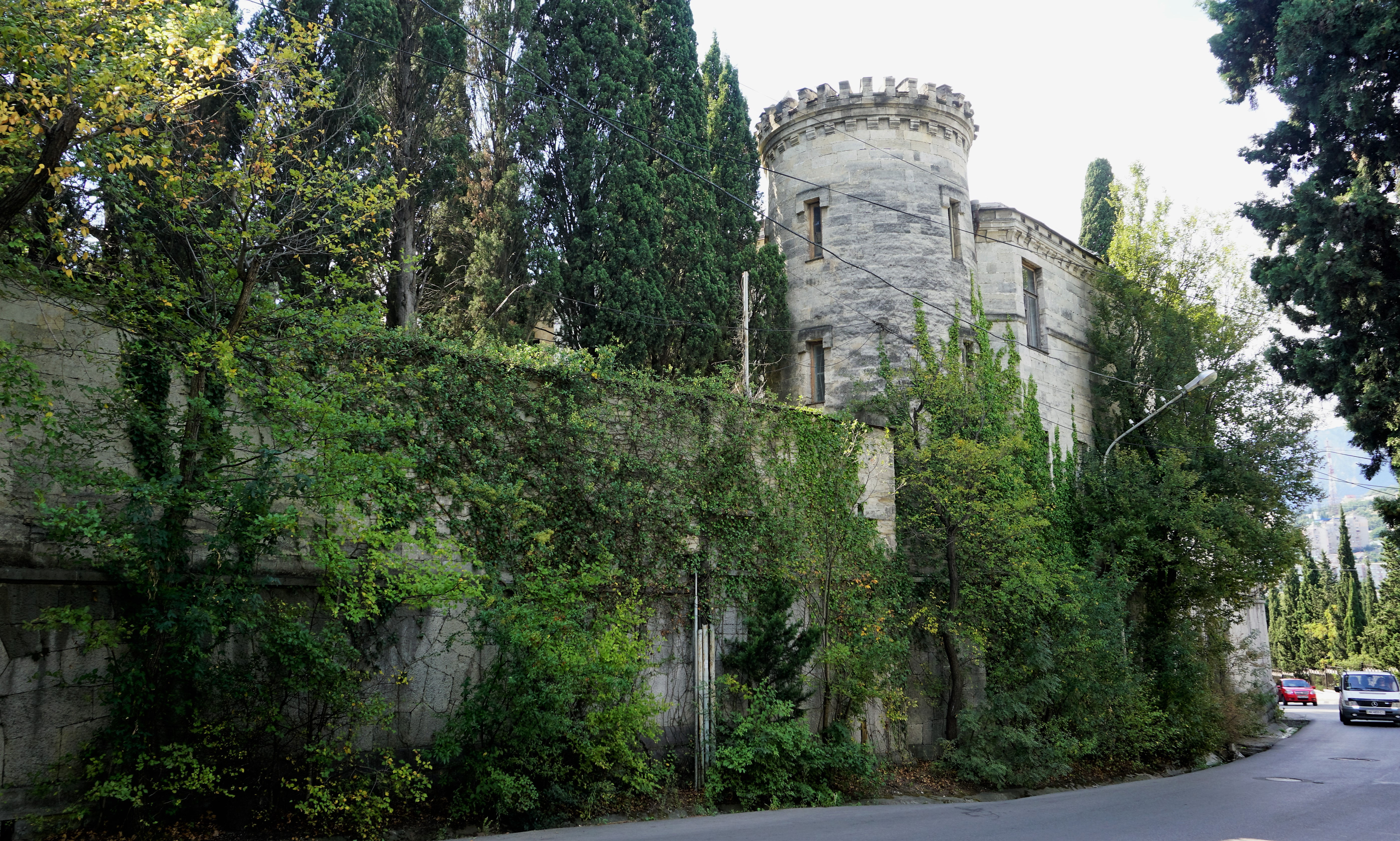
д. 43 литер «А» — дом Ф. Ф. Мельцера